# Philipp Schmid
Philipp Schmid (* 7. Mai 1986 in Lindenberg im Allgäu) ist ein ehemaliger deutscher Skirennläufer, der auf die technischen Disziplinen Slalom und Riesenslalom spezialisiert war. Er gehörte dem B-Kader des Deutschen Skiverbandes an und war Mitglied im Zoll-Ski-Team der Bundeszollverwaltung.

## Biografie
Philipp Schmid nahm im Dezember 2001 erstmals an FIS-Rennen teil, drei Jahre später folgte sein Debüt im Europacup. Zu Beginn des Jahres 2005 zeigten sich erste Erfolge, als er erstmals in einem FIS-Rennen auf dem Podest stand und kurz darauf Deutscher Juniorenmeister im Slalom wurde. Bei den Juniorenweltmeisterschaften 2005 in Bardonecchia erzielte er allerdings nur den 47. Platz im Riesenslalom. Im Slalom wurde er im zweiten Durchgang disqualifiziert. In den folgenden Jahren wurde Schmid durch Verletzungen zurückgeworfen. So konnte er nach einem Kreuzbandriss in der Saison 2006/07 erst im Februar an Rennen teilnehmen.

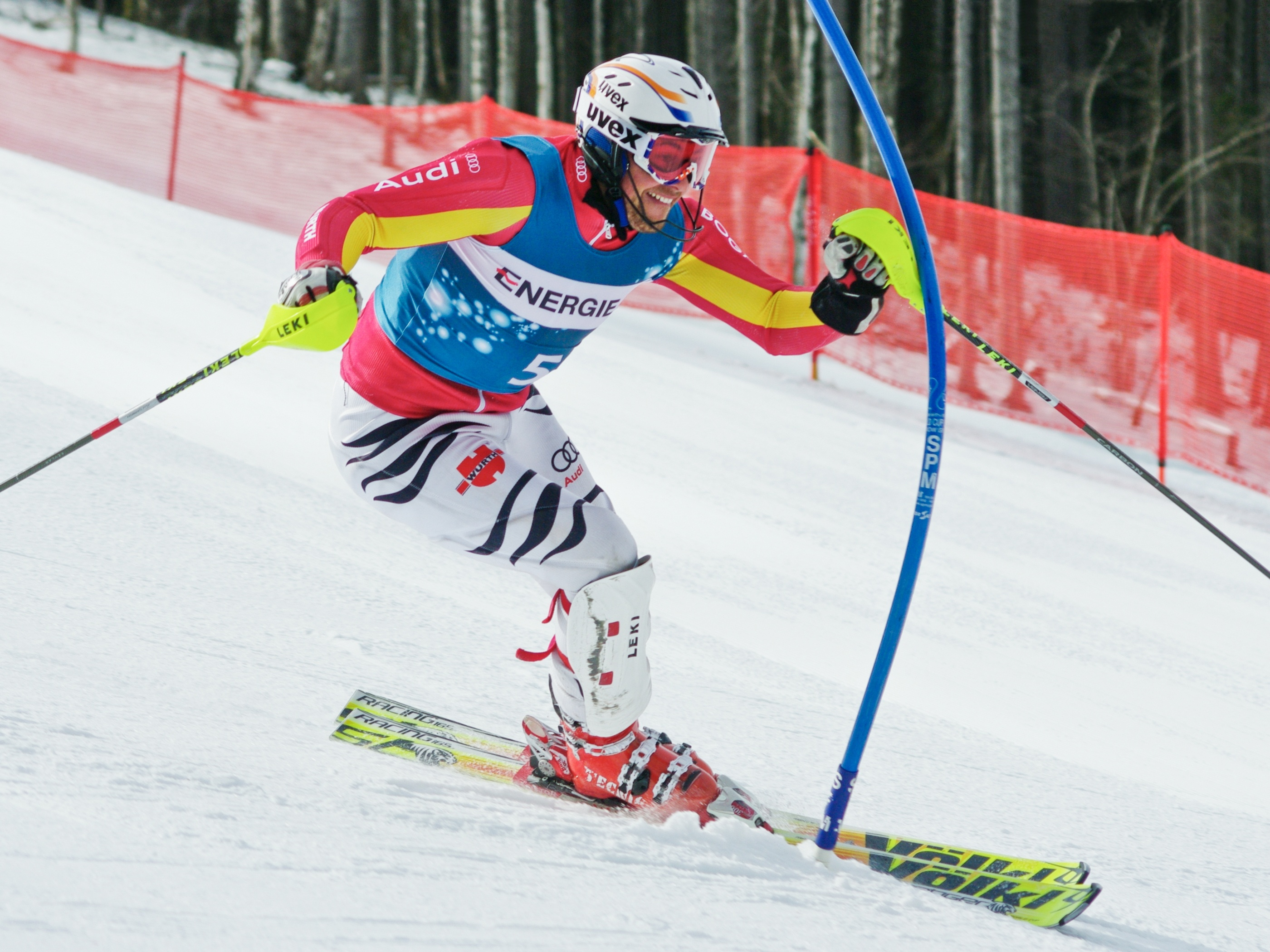
Philipp Schmid im FIS-Slalom von Hinterstoder im März 2010

Am 17. Februar 2008 gewann Schmid als 28. des Slaloms von Garmisch-Partenkirchen seine ersten Europacuppunkte. Vier Wochen später wurde er hinter Felix Neureuther Deutscher Vizemeister im Riesenslalom. In der Saison 2009/10 erreichte er erstmals Top-20-Platzierungen im Europacup und seinen ersten Sieg in einem FIS-Rennen. Am 1. März 2009 startete er im Slalom von Kranjska Gora zum ersten Mal in einem Weltcuprennen. Als 45. des ersten Laufes verpasste er dabei die Qualifikation für den zweiten Durchgang der besten 30 um genau eine Sekunde. Vorerst blieb dies sein einziger Weltcupstart. Bei den deutschen Meisterschaften 2009 wurde Schmid Dritter im Slalom. 2010 gewann er bei den nationalen Titelkämpfen zwei Silbermedaillen im Slalom und im Riesenslalom, wobei er im Slalom nur eine Hundertstelsekunde hinter dem Sieger Stefan Kogler blieb.
Zu Beginn der Saison 2010/11 musste Schmid verletzungsbedingt mehrere Wochen pausieren. Am 16. Januar 2011 erreichte er dann mit dem sechsten Platz im Slalom von Kirchberg in Tirol sein erstes Top-10-Ergebnis im Europacup. Nach mehreren Siegen bei FIS-Rennen im Februar kam er am 6. März 2011 zum zweiten Mal im Weltcup zum Einsatz. Im Slalom von Kranjska Gora gelang ihm mit der neuntschnellsten Zeit im Finaldurchgang der 20. Endrang, womit er zum ersten Mal Weltcuppunkte gewann. Seit dem Winter 2011/12 war Schmid regelmäßig bei Weltcupslaloms am Start. Sein bestes Weltcupergebnis war der zehnte Platz im Slalom von Levi am 11. November 2012. Zwei Wochen später erzielte er am selben Ort die erste Europacup-Podestplatzierung mit Platz drei im Slalom. Am 12. Dezember 2012 zog sich Schmid beim Europacup-Slalom in Obereggen einen Knorpelschaden zu.
2018 beendete er nach einer immer wiederkehrenden Knieverletzung seine Laufbahn.

## Erfolge

### Weltmeisterschaften
- Vail/Beaver Creek 2015: 17. Slalom

### Juniorenweltmeisterschaften
- Bardonecchia 2005: 47. Riesenslalom

### Weltcup
- 2 Platzierungen unter den besten 15

### Weltcupwertungen
| 2010/11 | 146.                                  | 11                                    | 52.                                   | 11                                    |                                       |                                       |                                       |                                       |                                       |                                       |                                       |                                       |                                       |                                       |
| 2011/12 | 112.                                  | 19                                    | 41.                                   | 19                                    |                                       |                                       |                                       |                                       |                                       |                                       |                                       |                                       |                                       |                                       |
| 2012/13 | 101.                                  | 26                                    | 41.                                   | 26                                    |                                       |                                       |                                       |                                       |                                       |                                       |                                       |                                       |                                       |                                       |
| 2013/14 | keine Platzierung in den Punkterängen | keine Platzierung in den Punkterängen | keine Platzierung in den Punkterängen | keine Platzierung in den Punkterängen | keine Platzierung in den Punkterängen | keine Platzierung in den Punkterängen | keine Platzierung in den Punkterängen | keine Platzierung in den Punkterängen | keine Platzierung in den Punkterängen | keine Platzierung in den Punkterängen | keine Platzierung in den Punkterängen | keine Platzierung in den Punkterängen | keine Platzierung in den Punkterängen | keine Platzierung in den Punkterängen |
| 2014/15 | 118.                                  | 18                                    | 40.                                   | 18                                    |                                       |                                       |                                       |                                       |                                       |                                       |                                       |                                       |                                       |                                       |
| 2015/16 | verletzungsbedingt keine Ergebnisse   | verletzungsbedingt keine Ergebnisse   | verletzungsbedingt keine Ergebnisse   | verletzungsbedingt keine Ergebnisse   | verletzungsbedingt keine Ergebnisse   | verletzungsbedingt keine Ergebnisse   | verletzungsbedingt keine Ergebnisse   | verletzungsbedingt keine Ergebnisse   | verletzungsbedingt keine Ergebnisse   | verletzungsbedingt keine Ergebnisse   | verletzungsbedingt keine Ergebnisse   | verletzungsbedingt keine Ergebnisse   | verletzungsbedingt keine Ergebnisse   | verletzungsbedingt keine Ergebnisse   |
| 2016/17 | 144.                                  | 7                                     | 54.                                   | 7                                     |                                       |                                       |                                       |                                       |                                       |                                       |                                       |                                       |                                       |                                       |
| 2017/18 | 149.                                  | 6                                     | 53.                                   | 6                                     |                                       |                                       |                                       |                                       |                                       |                                       |                                       |                                       |                                       |                                       |

### Europacup
- Saison 2011/12: 10. Slalomwertung
- Saison 2013/14: 8. Slalomwertung
- 4 Podestplätze

### Weitere Erfolge
- Deutscher Vizemeister im Riesenslalom 2008 und 2010 und im Slalom 2010
- Deutscher Juniorenmeister im Slalom 2005
- 11 Siege bei FIS-Rennen